# Informer
Informer – singel kanadyjskiego rapera Snowa wydany 30 września 1992 roku.

## Lista utworów
- Singel CD (30 września 1992)[1]

1. „Informer” (Radio Mix) – 4:11
2. „Informer” (Album Mix) – 4:28
3. „Informer” (Drum Mix) – 4:12
4. „Informer” (Clark’s Fat Bass Mix) – 4:39
5. „Informer” (Clark’s Super Mix) – 4:51

- Singel CD (18 kwietnia 1993)[1]

1. „Informer” (Edit) – 4:00
2. „Informer” (Drum Mix Edit) – 4:07
3. „Informer” (Clark’s Super Radio Mix) – 4:12

## Produkcja
Singel został wyprodukowany przez M.C. Shana.

## Pozycje na listach i sprzedaż
| Kraj              | Lista (1993)        | Najwyższa pozycja | Certyfikat | Sprzedaż  |
| ----------------- | ------------------- | ----------------- | ---------- | --------- |
| Stany Zjednoczone | Hot 100             | 1                 | platyna    | 1 300 000 |
| Szwecja           | Top 40 Singles      | 1                 | –          |           |
| Norwegia          | Top 10 Singles      | 1                 | –          |           |
| Niemcy            | Top 100 Singles     | 1                 | platyna    |           |
| Szwajcaria        | Singles Top 40      | 1                 | –          |           |
| Nowa Zelandia     | Top 50 Singles      | 1                 | platyna    |           |
| Australia         | Top 50 Singles      | 1                 | –          |           |
| Irlandia          | Top 100 Singles     | 1                 | –          |           |
| Wielka Brytania   | Singles Top 200     | 2                 | srebro     | 200 000   |
| Holandia          | Single Top 50       | 2                 | –          |           |
| Austria           | Singles Top 30      | 2                 | złoto      |           |
| Belgia (Flandria) | Ultratop 50 Singles | 2                 | –          |           |
| Francja           | Top 50 Singles      | 3                 | –          |           |
| Włochy            | Top 100 Singles     | 14                | –          |           |